# Shaun Chapas
Shaun Chapas (St. Augustine, 2 maggio 1988) è un giocatore di football americano statunitense che gioca nel ruolo di fullback per i Detroit Lions della National Football League (NFL). Fu scelto nel corso del settimo giro (220º assoluto) del Draft NFL 2011 dai Dallas Cowboys. Al college ha giocato a football all’Università della Georgia.

## Carriera professionistica

### Dallas Cowboys
Chapas fu scelto nel corso del settimo giro del Draft 2011 dai Dallas Cowboys. Fu tagliato il 3 settembre 2011 ma rifirmò per far parte della squadra di allenamento il giorno successivo. Prima della settimana 12, Shaun fu promosso nel roster attivo dopo l'infortunio del fullback titolare Tony Fiammetta. Il 4 dicembre 2011, Chapas disputò la sua prima gara da professionista contro gli Arizona Cardinals. I Cowboys svincolarono Chapas durante i tagli finali del roster nell'agosto 2012.

### Detroit Lions
Il 2 settembre 2012, Chapas firmò per far parte della squadra di allenamento dei Detroit Lions. Con essi nella stagione 2012 scese in campo tre volte, inclusa la prima partita come titolare.

## Vittorie e premi
Nessuno

## Statistiche
| Partite totali         | 6 |
| Partite da titolare    | 1 |
| Yard su ricezione      | 9 |
| Touchdown su ricezione | 0 |
| Yard su corsa          | 0 |
| Touchdown su corsa     | 0 |

Statistiche aggiornate alla stagione 2012